# Andrew Musgrave
Pour les articles homonymes, voir Musgrave.
Andrew Musgrave, né le 6 mars 1990 à Poole, est un fondeur britannique. Vivant et s'entraînant en Norvège actuellement, il a également résidé en Alaska. Il est le frère de la fondeuse Rosamund Musgrave.

## Biographie
Andrew Musgrave est né à Poole dans le Dorset, mais sa famille amatrice de ski déménage vers les îles Shetland, puis en Alaska, où il commence le ski alpin. À onze ans, revenu en Écosse au Aberdeenshire, il se redirige vers le ski de fond et s'entraîne de manière sérieuse en compagnie de Andrew Young et Callum Smith. En 2007, il prend part au Festival olympique de la jeunesse européenne à Jaca, sa première compétition internationale, peu avant d'être domicilié en Norvège pour pouvoir continuer à être compétitif. Aux Championnats du monde junior 2009 à Praz de Lys, il signe son meilleur résultat sur le dix kilomètres libre avec le neuvième rang.
Surnommé Muzzy, il démarre en Coupe du monde en novembre 2008 à Kuusamo, marque ses premiers points à l'occasion du prologue du Tour de ski 2011-2012 à Oberhof (28e) et atteint sa première demi-finale en sprint dans cette compétition avec une onzième place à Val Müstair, une étape du Tour de ski 2012-2013. En 2013, il est aussi quatrième du quinze kilomètres libre aux Championnats du monde des moins de 23 ans, enregistrant son meilleur résultat à cette compétition. Musgrave a représenté le Royaume-Uni aux Jeux olympiques d'hiver de 2010 alors qu'il n'avait pas encore vingt ans.
Lors des Championnats du monde, son meilleur résultat reste à ce jour une quatrième place au cinquante kilomètres libre de Lahti en 2017, le meilleur résultat du ski de fond britannique de l'histoire en mondial, à seulement 1,5 seconde du podium et de Matti Heikkinen.
En janvier 2014, il gagne le sprint des Championnats de Norvège devant Ola-Vigen Hattestad notamment, il ne reçoit pas de médaille n'étant pas norvégien. Il dispute ensuite ses deuxièmes jeux olympiques à Sotchi.
Lors du Tour de ski 2014-2015, il réalise le meilleur temps sur la poursuite 25 km libre, signant son premier podium international en carrière. Il obtient son meilleur résultat en course par étapes aux Finales en 2017 à Québec, où grâce à une deuxième place sur le quinze kilomètres libre, il prend la neuvième place finale.
En décembre 2017, il monte sur son premier podium en Coupe du monde en terminant troisième du quinze kilomètres de Toblach. Depuis, il s'installe dans le top 30 au classement général, prenant notamment la vingtième place en 2020-2021, saison durant laquelle il obtient son meilleur résultat en course par étapes avec une sixième place au Ruka Triple (Nordic Opening).
Aux Jeux olympiques d'hiver de 2018, à Pyeongchang, il est notamment septième du skiathlon, le meilleur résultat aux Jeux olympiques d'un fondeur britannique. Il obtient le même résultat dans cette épreuve aux Championnats du monde 2019 à Seefeld, où il collecte deux autres huitièmes places. Deux ans plus tard, lors des Mondiaux à Oberstdorf, il réussit à finir deux fois septième, sur le skiathlon et le cinquante kilomètres.
Sa sœur Rosamund est aussi fondeuse et a participé aux Jeux olympiques de 2014.
Il poursuit des études d'ingénieur à l'Université norvégienne de sciences et de technologie à Trondheim.

## Palmarès

### Jeux olympiques
| Épreuve / Édition   | Sprint                           | Sprint                           | 15 km                            | 15 km                            | Poursuite / Skiathlon 2 × 15 km | 50 km | Relais | Relais    |
| Épreuve / Édition   | libre                            | classique                        | libre                            | classique                        | Poursuite / Skiathlon 2 × 15 km | 50 km | Sprint | 4 × 10 km |
| JO 2010 Vancouver   | Épreuve inexistante à cette date | 58e                              | 55e                              | Épreuve inexistante à cette date | 51e                             | —     | —      | —         |
| JO 2014 Sotchi      | 29e                              | Épreuve inexistante à cette date | Épreuve inexistante à cette date | 44e                              | —                               | 53e   | —      | —         |
| JO 2018 Pyeongchang | Épreuve inexistante à cette date | —                                | 28e                              | Épreuve inexistante à cette date | 7e                              | 37e   | 12e    | —         |

Légende :
- : pas d'épreuve
- — : Non disputée par Andrew Musgrave

### Championnats du monde
| Épreuve / Édition           | Sprint                           | Sprint                           | 15 km                            | 15 km                            | Poursuite / Skiathlon 2 × 15 km | 50 km | Relais | Relais    |
| Épreuve / Édition           | libre                            | classique                        | libre                            | classique                        | Poursuite / Skiathlon 2 × 15 km | 50 km | Sprint | 4 × 10 km |
| Mondiaux 2009 Liberec       | 65e                              | Épreuve inexistante à cette date | Épreuve inexistante à cette date | 56e                              | 45e                             | —     | 17e    | 14e       |
| Mondiaux 2011 Oslo          | 28e                              | Épreuve inexistante à cette date | Épreuve inexistante à cette date | 50e                              | 58e                             | 59e   | 22e    | 15e       |
| Mondiaux 2013 val di Fiemme | Épreuve inexistante à cette date | —                                | 28e                              | Épreuve inexistante à cette date | 38e                             | 41e   | —      | —         |
| Mondiaux 2015 Falun         | Épreuve inexistante à cette date | —                                | 16e                              | Épreuve inexistante à cette date | 12e                             | 34e   | —      | —         |
| Mondiaux 2017 Lahti         | —                                | Épreuve inexistante à cette date | Épreuve inexistante à cette date | 11e                              | 11e                             | 4e    | —      | —         |
| Mondiaux 2019 Seefeld       | —                                | Épreuve inexistante à cette date | Épreuve inexistante à cette date | 8e                               | 7e                              | 8e    | -      | -         |
| Mondiaux 2021 Oberstdorf    | Épreuve inexistante à cette date | —                                | 10e                              | Épreuve inexistante à cette date | 7e                              | 7e    | —      | —         |

Légende :
- : pas d'épreuve
- — : Non disputée par Andrew Musgrave

### Coupe du monde
- Meilleur classement général : 20e en 2021.
- 3 podiums individuel : 1 deuxième place et 2 troisièmes places.

#### Courses par étapes
2 podiums : 
- Tour de Ski : 1 podium d'étape.
- Finales : 1 podium d'étape.

#### Classements en Coupe du monde
| Année     | Classement général final | Classement distance | Classement sprint |
| 2011-2012 | 147e                     | 95e                 | 98e               |
| 2012-2013 | 83e                      | 93e                 | 50e               |
| 2013-2014 | 65e                      | 53e                 | 78e               |
| 2014-2015 | 44e                      | 38e                 | 65e               |
| 2015-2016 | 43e                      | 31e                 | 67e               |
| 2016-2017 | 23e                      | 18e                 | 43e               |
| 2017-2018 | 22e                      | 73e                 | 79e               |
| 2018-2019 | 21e                      |                     | 73e               |
| 2019-2020 | 70e                      | 49e                 |                   |
| 2020-2021 | 20e                      | 10e                 | 60e               |